# عجمي (فلم)
عجمي هو فيلم دراما فلسطيني-إسرائيلي أنتج سنة 2009. صور الفيلم في يافا في حي العجمي.

## هوية الفيلم (معلومات سريعة)
إخراج وكتابة : إسكندر قبطي (فلسطيني) و يارون شاني (إسرائيلي)
إنتاج : موش دانون وثناسيس كرثانوس وتاليا كلينهيندلير
تمثيل : فؤاد حبش وإبراهيم فريج وإسكندر قبطي وشهير كبها وإران نعيم
الموسيقى : ربيع بخاري
التصوير السينمائي : بوعاز يوناتان يعقوب
أنتج في : 17 سبتمبر 2009
طول الفيلم : 120 دقيقة
اللغة : اللهجة فلسطينية و العبرية

## الجوائز
مهرجان كان السينمائي - ربح (الكاميرا الذهبية Caméra d'Or)
جوائز الفيلم الأوروبية - ترشح لجائزة ما
مهرجان القدس السينمائي - ربح (Best Full-Length Feature)
مهرجان لندن السينمائي - ربح جائزة سوثرلاند"/>
جوائز أوفير - ربح جوائز :
- أفضل فيلم
- أفضل مخرج
- أفضل سيناريو
- أفضل موسيقى
- أفضل كتابة

المصدر (لكل الجوائز) :
مهرجان تولن بلاك نايتس السينمائي (بالإنجليزية: Tallinn Black Nights Film Festival) - ربح (أفضل فيلم أوراسي)
مهرجان توزيع جوائز الأوسكار الثاني والثماني - ترشح لجائزة أفضل فيلم متداخل اللغات (بالإنجليزية: Foreign Language Film)

## وصلات خارجية
- مقالات تستعمل روابط فنية بلا صلة مع ويكي بيانات

http://www.imdb.com/title/tt1077262/
http://www.kino.com/ajami/